# Naubolus trifasciatus
Naubolus trifasciatus är en spindelart som beskrevs av Cândido Firmino de Mello-Leitão 1927. 
Naubolus trifasciatus ingår i släktet Naubolus och familjen hoppspindlar. Inga underarter finns listade i Catalogue of Life.